# Пекинезер
Пекинезер је раса паса која води порекло из Кине, тачније из Пекинга по коме су и добили име. Раса је стара преко 2000 година, али су чувани једино у кинеској царској палати. Тек у 19. веку су дошли у западну цивилизацију.

## Здравље
Веома су осетљиви на хладноћу па се зато препоручује да се држе на температури од 20-25 степени, такође се лети препоручује да у просторијама у којима бораве не буде више од 30 степени. Наравно намеће се питање како им помоћи да савладају високу спољашњу топлоту, најбоље их је ошишати или ишчеткати сву подлаку.

## Легенда о постанку расе
Лав и мајмуница су се заљубили једно у друго. Због разлике у величини морали су да се обрате Буди. Буда је смањио лава и производ те љубави су пекинезери.